# Damora ilona
Damora ilona är en fjärilsart som beskrevs av Hans Fruhstorfer 1907. Damora ilona ingår i släktet Damora och familjen praktfjärilar. Inga underarter finns listade i Catalogue of Life.